# Hakim Dekkar
Hakim Dekkar est un acteur algérien né le 30 avril 1967 à Constantine.

## Biographie
Il a commencé à imiter les actions de son entourage à moins de cinq ans, puis il s'intègre aux scouts musulmans algériens où il a développé son instinct talentueux. L'aide de son frère aîné lui a permis d'adhérer au théâtre amateur puis professionnel. Sa première apparition à la télévision était dans la série Ya Chari Dala en 1988. en 2006 il a joué avec lakhder boukhers le film il s'appelle Gourbi Palace.

## Filmographie

### Théâtre
- 1995 : Khebbat Keraou
- 1997 : Larbi Ben M'hidi

### Cinéma
- 1988 : Ya Chari Dala
- 1995 : El Portrait
- 1999 : Les Vacances de l'apprenti : Emilio
- 2006 : Gourbi Palace

### Télévision
- 1988 : Ya chari dala
- 1994 : Aissa Story
- 1995 : El Mechwar
- 2000 : Jouha : Jouha
- 2002 : Bin youm w lila : Madjid
- 2003 : Jouha 2003
- 2004 : Jouha 3 : Jouha
- 2006 : Binatna
- 2007 : Kharedj Ettaghtia
- 2008 : Achwak El Madina : Madjid
- 2008 : Trik Lahbal
- 2008 : Achaab
- 2010 : Jouha, Le Retour : Jouha
- 2011 : Dhil El Hekaya : Ibn El Maghazili
- 2013 : El Z'har Makach, (Saison 2, épisode 5)
- 2017 : Dar Tahar
- 2023 : Garadjna